# Nati nel 1973/Gennaio
| Questa pagina contiene informazioni ricavate automaticamente dalle voci biografiche con l'ausilio del template Bio e di un bot. L'aggiornamento è periodico e automatico e ricostruisce completamente la pagina. Se manca una persona in questa lista, sei pregato di non aggiungerla, ma accertati piuttosto che la sua voce biografica contenga il template Bio e che i dati anagrafici siano correttamente compilati. Se il template Bio manca, inseriscilo tu stesso o, in alternativa, metti l'avviso {{tmp\|Bio}} che ne segnala la mancanza. Se i dati riportati sono sbagliati, correggi direttamente la voce biografica; le modifiche saranno visibili in questa lista entro pochi giorni. Per chiarimenti vedi il progetto biografie. La lista contiene solo le 303 persone che sono citate nell'enciclopedia e per le quali è stato implementato correttamente il template Bio. Pagina aggiornata al 26 lug 2025. |

- 1º gennaio - Safouk Al-Temyat, ex calciatore e ex giocatore di calcio a 5 saudita
- 1º gennaio - Shelda Bede, giocatrice di beach volley brasiliana
- 1º gennaio - Fabio Cassanelli, sportivo italiano
- 1º gennaio - Ivan Castiglione, attore italiano
- 1º gennaio - Yusuf Dikeç, tiratore a segno turco
- 1º gennaio - Mickey Evans, ex calciatore irlandese
- 1º gennaio - Agustín García, ex calciatore messicano
- 1º gennaio - Sergio G. Sánchez, sceneggiatore e regista spagnolo
- 1º gennaio - Aslan Kərimov, ex calciatore azero
- 1º gennaio - Li Fang, ex tennista cinese
- 1º gennaio - Jimi Mistry, attore britannico
- 1º gennaio - Nelofer Pazira, attrice e regista cinematografica afghana
- 1º gennaio - Massimiliano Perziano, ex rugbista a 15 italiano
- 1º gennaio - Claudia Pittelli, attrice, doppiatrice e dialoghista italiana
- 1º gennaio - Paul Richardson, giocatore di calcio a 5 australiano
- 2 gennaio - Svetlana Bubnenkova, ex ciclista su strada russa
- 2 gennaio - Marcello Castellini, dirigente sportivo e ex calciatore italiano
- 2 gennaio - Patrycja Czepiec, ex cestista polacca
- 2 gennaio - Ludwing Irazábal, allenatore di pallacanestro e ex cestista venezuelano
- 2 gennaio - DJ Falcon, disc jockey e produttore discografico francese
- 2 gennaio - Max Sánchez, ex calciatore costaricano
- 2 gennaio - Chris Woodruff, ex tennista statunitense
- 3 gennaio - Al'bert Borzenkov, ex calciatore e allenatore di calcio russo
- 3 gennaio - Guido Caprino, attore e ex modello italiano
- 3 gennaio - Patrizio Fimiani, ex calciatore italiano
- 3 gennaio - Dan Harmon, sceneggiatore, attore e regista statunitense
- 3 gennaio - Carlos Nicola, ex calciatore uruguaiano
- 3 gennaio - Giuliano Peparini, ballerino, regista teatrale e coreografo italiano
- 3 gennaio - Vuk Rašović, allenatore di calcio e ex calciatore serbo
- 3 gennaio - Maximiliano Reale, ex cestista argentino
- 3 gennaio - Daniel Romero, ex cestista spagnolo
- 3 gennaio - Niklas Sundblad, allenatore di hockey su ghiaccio e ex hockeista su ghiaccio svedese
- 3 gennaio - Pablo Sánchez, allenatore di calcio e ex calciatore argentino
- 3 gennaio - Frank Tønnesen, ex calciatore norvegese
- 3 gennaio - Michail Zarickij, ex calciatore russo
- 3 gennaio - Jaroslav Švach, calciatore ceco († 2020)
- 4 gennaio - Nicola Asuni, ex velocista italiano
- 4 gennaio - Şemsettin Baş, allenatore di pallacanestro e ex cestista turco
- 4 gennaio - Frank Høj, ex ciclista su strada danese
- 4 gennaio - Rosen Kirilov, allenatore di calcio e ex calciatore bulgaro
- 4 gennaio - Harmony Korine, regista, sceneggiatore e produttore cinematografico statunitense
- 4 gennaio - Amina Lawal, nigeriana
- 4 gennaio - Laia Marull, attrice spagnola
- 4 gennaio - Ivan Paskov, ex calciatore bulgaro
- 4 gennaio - Stefaan Van Hecke, politico belga
- 4 gennaio - Carolina Vera Squella, attrice e doppiatrice cilena
- 4 gennaio - Zhang Yi, ex calciatore e ex giocatore di calcio a 5 cinese
- 4 gennaio - Ethan Zuckerman, attivista e blogger statunitense
- 5 gennaio - Stefano Argilli, allenatore di calcio e ex calciatore italiano
- 5 gennaio - Derek Cecil, attore statunitense
- 5 gennaio - Uday Chopra, attore indiano
- 5 gennaio - Diamond Foxxx, attrice pornografica statunitense
- 5 gennaio - Giacomo Giretto, ex pallavolista italiano
- 5 gennaio - Hiro Labaste, ex calciatore francese
- 5 gennaio - Giada Perissinotto, fumettista italiana
- 5 gennaio - Giuseppe Petrucci, attivista italiano
- 6 gennaio - Jorge Arreaza, politico venezuelano
- 6 gennaio - Jacqui Cooper, ex sciatrice freestyle australiana
- 6 gennaio - Vasso Karadassiou, giocatrice di beach volley greca
- 6 gennaio - Edoardo Ponti, regista, sceneggiatore e produttore cinematografico italiano
- 6 gennaio - Costanza Quatriglio, regista e direttrice artistica italiana
- 6 gennaio - Luke Vibert, musicista e produttore discografico britannico
- 7 gennaio - Rafael Dudamel, allenatore di calcio e ex calciatore venezuelano
- 7 gennaio - Bobby Engram, ex giocatore di football americano e allenatore di football americano statunitense
- 7 gennaio - Fred Falke, disc jockey e produttore discografico francese
- 7 gennaio - Koba Gogoladze, ex pugile georgiano
- 7 gennaio - Alexander Kühl, ex cestista tedesco
- 7 gennaio - Liu Bolin, artista cinese
- 7 gennaio - Julio Luna, sollevatore venezuelano
- 7 gennaio - Federico Smanio, ex calciatore italiano
- 7 gennaio - Jonna Tervomaa, cantante finlandese
- 8 gennaio - Vincent Da Sylva, ex cestista senegalese
- 8 gennaio - Jarno Kultanen, dirigente sportivo, allenatore di hockey su ghiaccio e ex hockeista su ghiaccio finlandese
- 8 gennaio - Jan Frode Nornes, allenatore di calcio e ex calciatore norvegese
- 8 gennaio - Aymée Nuviola, cantante, pianista e compositrice cubana
- 8 gennaio - Alberto Polacchi, skeletonista italiano
- 8 gennaio - Irina Slavina, giornalista russa († 2020)
- 8 gennaio - Henning Solberg, pilota di rally norvegese
- 8 gennaio - Donnell Turner, attore statunitense
- 9 gennaio - Ivano Bellodis, bobbista italiano
- 9 gennaio - Angela Bettis, attrice e regista statunitense
- 9 gennaio - Andrea Ivan, allenatore di calcio e ex calciatore italiano
- 9 gennaio - Massimo Lombardo, allenatore di calcio, dirigente sportivo e ex calciatore svizzero
- 9 gennaio - Sean Paul, cantante e rapper giamaicano
- 9 gennaio - Garry Robert, ex calciatore seychellese
- 9 gennaio - Antonio Vittorioso, pallanuotista e allenatore di pallanuoto italiano
- 10 gennaio - Ïgor' Avdeyev, ex calciatore kazako
- 10 gennaio - Jakob Cedergren, attore svedese
- 10 gennaio - Ryan Drummond, attore, comico e cantante statunitense
- 10 gennaio - Éléonore Faucher, regista e sceneggiatrice francese († 2023)
- 10 gennaio - Alessandro Genovesi, regista, commediografo e sceneggiatore italiano
- 10 gennaio - Glenn Robinson, ex cestista statunitense
- 10 gennaio - Guillermo Rodríguez, ex giocatore di calcio a 5 e giocatore di beach soccer uruguaiano
- 10 gennaio - Tanya Streeter, apneista inglese
- 10 gennaio - Sašo Sviben, ex ciclista su strada sloveno
- 10 gennaio - Félix Trinidad, ex pugile portoricano
- 11 gennaio - Rahul Dravid, crickettista indiano
- 11 gennaio - Rockmond Dunbar, attore statunitense
- 11 gennaio - Eri Fukatsu, attrice e cantante giapponese
- 11 gennaio - Milan Haborák, ex pesista slovacco
- 11 gennaio - Sergio Ibarra, allenatore di calcio e ex calciatore argentino
- 11 gennaio - Lee Makel, allenatore di calcio e ex calciatore inglese
- 11 gennaio - Lauro Minghelli, calciatore italiano († 2004)
- 11 gennaio - Tetjana Vodopjanova, ex biatleta ucraina
- 12 gennaio - Michele Bertinelli, ex cestista italiano
- 12 gennaio - Armando Chelodi, dirigente sportivo, allenatore di hockey su ghiaccio e ex hockeista su ghiaccio italiano
- 12 gennaio - Zachary Crist, ex sciatore alpino e sciatore freestyle statunitense
- 12 gennaio - Brian Culbertson, musicista statunitense
- 12 gennaio - Gurbangeldi Durdyýew, ex calciatore turkmeno
- 12 gennaio - Emanuela Garuccio, attrice italiana
- 12 gennaio - Giuseppe Giunta, ex lottatore italiano
- 12 gennaio - Leonardo Marras, politico italiano
- 12 gennaio - Sakshi Tanwar, attrice indiana
- 12 gennaio - Hande Yener, cantante turca
- 13 gennaio - Nikolaj Chabibulin, ex hockeista su ghiaccio russo
- 13 gennaio - Antonio Ferraro, pallavolista italiano
- 13 gennaio - Juan Diego Flórez, tenore peruviano
- 13 gennaio - Gianluigi Galli, pilota di rally italiano
- 13 gennaio - Bernard Hopkins, ex cestista statunitense
- 13 gennaio - Tomás Manuel Inguana, ex calciatore mozambicano
- 13 gennaio - Róbert Semeník, ex calciatore slovacco
- 13 gennaio - Raquel Sánchez Silva, conduttrice televisiva e giornalista spagnola
- 13 gennaio - Giōrgos Tzelilīs, sollevatore greco
- 13 gennaio - Milo Vallone, regista e attore italiano
- 14 gennaio - Artur Ajvazjan, tiratore a segno ucraino
- 14 gennaio - Lorenzo Battista, politico italiano
- 14 gennaio - Eva Bes, ex tennista spagnola
- 14 gennaio - Francesco Campana, mafioso italiano
- 14 gennaio - Ovidiu Cuc, ex calciatore rumeno
- 14 gennaio - Giancarlo Fisichella, pilota automobilistico italiano
- 14 gennaio - Vasyl' Kardaš, ex calciatore ucraino
- 14 gennaio - Enrico Lazzarotto, ex canoista italiano
- 14 gennaio - Diego Mir, allenatore di hockey su pista e ex hockeista su pista argentino
- 14 gennaio - Miroslav Seman, ex calciatore slovacco
- 14 gennaio - Paul Tisdale, allenatore di calcio e ex calciatore maltese
- 14 gennaio - Filippo Volpato, ex cestista italiano
- 15 gennaio - Mohammed Al-Khojali, ex calciatore saudita
- 15 gennaio - Valerio Bertotto, allenatore di calcio e ex calciatore italiano
- 15 gennaio - Vladislav Bezborodov, arbitro di calcio russo
- 15 gennaio - Giada Desideri, attrice italiana
- 15 gennaio - Aurélie Dupont, ex ballerina e direttrice artistica francese
- 15 gennaio - Essam El-Hadary, allenatore di calcio e ex calciatore egiziano
- 15 gennaio - Roberto Fresnedoso, ex calciatore spagnolo
- 15 gennaio - Tomáš Galásek, ex calciatore ceco
- 15 gennaio - Stefano Ghirardello, allenatore di calcio e ex calciatore italiano
- 15 gennaio - Katia Piccolini, ex tennista italiana
- 16 gennaio - Antonella Beccaria, giornalista, scrittrice e autrice televisiva italiana
- 16 gennaio - Josie Davis, attrice statunitense
- 16 gennaio - Antoine Gillespie, ex cestista dominicano
- 16 gennaio - Duarte Gomes, ex arbitro di calcio portoghese
- 16 gennaio - Tobias Hellman, ex sciatore alpino e sciatore freestyle svedese
- 16 gennaio - Dan Hurley, allenatore di pallacanestro statunitense
- 16 gennaio - Somluck Kamsing, pugile thailandese
- 16 gennaio - Bas Kast, scrittore tedesco
- 16 gennaio - Marcel Mahouvé, ex calciatore camerunese
- 16 gennaio - Pablo Malinarich, ex calciatore argentino
- 16 gennaio - Emílio Peixe, allenatore di calcio e ex calciatore portoghese
- 16 gennaio - Eriko Tamura, attrice e cantante giapponese
- 17 gennaio - Takeshi Abo, compositore giapponese
- 17 gennaio - Claude Barras, regista svizzero
- 17 gennaio - Cuauhtémoc Blanco, politico e ex calciatore messicano
- 17 gennaio - François Damiens, comico e attore belga
- 17 gennaio - Aleksandr Eryšov, ex pallanuotista russo
- 17 gennaio - Nathalie Lesdema, ex cestista francese
- 17 gennaio - Erik Meek, ex cestista statunitense
- 17 gennaio - Katrin Meißner, ex nuotatrice tedesca
- 17 gennaio - Ryo, attrice e modella giapponese
- 17 gennaio - Nicola Nosengo, scrittore, saggista e giornalista italiano
- 17 gennaio - Elmar Parth, allenatore di hockey su ghiaccio e ex hockeista su ghiaccio italiano
- 17 gennaio - Juan Manuel Peña, ex calciatore boliviano
- 17 gennaio - Juan Albert Viloca, ex tennista spagnolo
- 18 gennaio - Luca Belfiore, ex nuotatore italiano
- 18 gennaio - Junior Burrough, ex cestista statunitense
- 18 gennaio - Domenico Celi, ex arbitro di calcio italiano
- 18 gennaio - Diego Dabove, allenatore di calcio e ex calciatore argentino
- 18 gennaio - Salvatore Fresi, ex calciatore italiano
- 18 gennaio - Manuela Gagliardi, politica italiana
- 18 gennaio - Carmela Grippa, politica italiana
- 18 gennaio - Crispian Mills, cantante, chitarrista e regista britannico
- 18 gennaio - Montree Praepun, giocatore di calcio a 5 thailandese
- 18 gennaio - Rolando Schiavi, ex calciatore argentino
- 18 gennaio - Regillio Vrede, ex calciatore e allenatore di calcio olandese
- 19 gennaio - Ann Kristin Aarønes, ex calciatrice norvegese
- 19 gennaio - Marta Cattani, ex cestista italiana
- 19 gennaio - Nash Edgerton, attore, stuntman e regista australiano
- 19 gennaio - Cristina Ioriatti, ex arciera italiana
- 19 gennaio - Chiara Lalli, saggista e filosofa italiana
- 19 gennaio - Karen Lancaume, attrice pornografica francese († 2005)
- 19 gennaio - Silvio Meißner, ex calciatore tedesco
- 19 gennaio - Marie-Luce Romanens, orientista svizzera
- 19 gennaio - Evgenij Sadovyj, ex nuotatore russo
- 19 gennaio - Wang Junxia, ex mezzofondista cinese
- 20 gennaio - Miroslav Berić, ex cestista serbo
- 20 gennaio - Benjamin Biolay, cantautore, musicista e attore francese
- 20 gennaio - Roland Harrah III, attore, musicista e cantante statunitense († 1995)
- 20 gennaio - Ruslan Hončarov, ex danzatore su ghiaccio ucraino
- 20 gennaio - Juan José Jayo, ex calciatore peruviano
- 20 gennaio - Cristian Paulucci, allenatore di calcio, dirigente sportivo e ex calciatore argentino
- 20 gennaio - Mathilde d'Udekem d'Acoz, regina belga
- 20 gennaio - Josh Weston, attore pornografico statunitense († 2012)
- 21 gennaio - Licet Castillo, ex cestista cubana
- 21 gennaio - Robert Hayles, ex pistard e ciclista su strada britannico
- 21 gennaio - Renato Jorge, ex calciatore portoghese
- 21 gennaio - Chris Kilmore, musicista statunitense
- 21 gennaio - Edvinas Krungolcas, pentatleta lituano
- 21 gennaio - Flavio Maestri, ex calciatore peruviano
- 22 gennaio - Erik Bernasconi, regista e sceneggiatore svizzero
- 22 gennaio - Stewart Castledine, ex calciatore inglese
- 22 gennaio - Rogério Ceni, allenatore di calcio e ex calciatore brasiliano
- 22 gennaio - Rajiv Chandrasekaran, scrittore e giornalista statunitense
- 22 gennaio - Paul Gerrard, allenatore di calcio e ex calciatore britannico
- 22 gennaio - Roland Habisreutinger, dirigente sportivo svizzero
- 22 gennaio - Deon Minor, ex velocista statunitense
- 22 gennaio - Erin O'Toole, politico canadese
- 22 gennaio - Brandon Silent, ex calciatore sudafricano
- 23 gennaio - Ausonia, illustratore e fumettista italiano
- 23 gennaio - Niba, comico, attore e mimo italiano
- 23 gennaio - Mark Boal, giornalista, sceneggiatore e produttore cinematografico statunitense
- 23 gennaio - Fiorenzo D'Ainzara, ex calciatore italiano
- 23 gennaio - Laura Grande, ex cestista spagnola
- 23 gennaio - Tomas Holmström, ex hockeista su ghiaccio svedese
- 23 gennaio - Kjell Lindgren, astronauta statunitense
- 23 gennaio - Maurizio Pittau, economista italiano
- 23 gennaio - Shin'ichi Shinohara, judoka giapponese
- 23 gennaio - Christian Trombini, ex calciatore italiano
- 23 gennaio - Aleksej Voropaev, ginnasta russo († 2006)
- 23 gennaio - Youddiph, cantante russa
- 23 gennaio - S. Craig Zahler, regista, sceneggiatore e scrittore statunitense
- 24 gennaio - Reda Aleliūnaitė, ex cestista lituana
- 24 gennaio - Biro Jade, allenatore di calcio a 5 e ex giocatore di calcio a 5 brasiliano
- 24 gennaio - Ralf Braun, ex nuotatore tedesco
- 24 gennaio - Axel Kolle, ex calciatore norvegese
- 24 gennaio - William Gregory Lee, attore statunitense
- 24 gennaio - Luis Medero, ex calciatore argentino
- 24 gennaio - Nick Peterson, cantante, compositore e regista britannico
- 24 gennaio - Mychajlo Zabrods'kyj, generale e politico ucraino
- 25 gennaio - Sarit Arbel, ex cestista israeliana
- 25 gennaio - Simone Babbo, ex rugbista a 15 italiano
- 25 gennaio - Marco Battaglia, ex giocatore di football americano statunitense
- 25 gennaio - Fabien Baussart, imprenditore e politico francese
- 25 gennaio - Pere Capdevila, ex cestista spagnolo
- 25 gennaio - Geoff Johns, fumettista, sceneggiatore e produttore cinematografico statunitense
- 25 gennaio - Tony Laureano, batterista portoricano
- 25 gennaio - Philipp Laux, allenatore di calcio e ex calciatore tedesco
- 25 gennaio - Irina Laško, tuffatrice australiana
- 25 gennaio - Giacomo Lorenzini, allenatore di calcio e ex calciatore italiano
- 25 gennaio - Jenry Orlando Ruiz Mora, vescovo cattolico honduregno
- 25 gennaio - Radovan Trifunovič, ex cestista e allenatore di pallacanestro sloveno
- 26 gennaio - Lutz Bachmann, attivista tedesco
- 26 gennaio - Jennifer Crystal, attrice statunitense
- 26 gennaio - Melvil Poupaud, attore, regista e sceneggiatore francese
- 26 gennaio - Morris Manolo Ripa, ex calciatore italiano
- 26 gennaio - Brendan Rodgers, allenatore di calcio e ex calciatore nordirlandese
- 26 gennaio - Mayu Shinjō, fumettista giapponese
- 26 gennaio - Xiao Jian, ex calciatore cinese
- 27 gennaio - Simone Bianchi, ex lunghista italiano
- 27 gennaio - Valjancin Bjal'kevič, calciatore bielorusso († 2014)
- 27 gennaio - Mehdi Hasheminasab, ex calciatore iraniano
- 27 gennaio - Pascal Jansen, allenatore di calcio e dirigente sportivo olandese
- 27 gennaio - Sven Maes, disc-jockey e produttore discografico belga
- 27 gennaio - Edith Márquez, cantante, compositrice e attrice messicana
- 27 gennaio - Massimiliano Menetti, allenatore di pallacanestro italiano
- 27 gennaio - Andi Osho, attrice, cabarettista e conduttrice televisiva britannica
- 27 gennaio - Marc Ounemoa, allenatore di calcio e ex calciatore francese
- 27 gennaio - Enzo Paci, attore teatrale e comico italiano
- 27 gennaio - Pablo Paz, ex calciatore argentino
- 27 gennaio - José Luis Rubiera, ex ciclista su strada spagnolo
- 27 gennaio - Gorazd Štangelj, dirigente sportivo e ex ciclista su strada sloveno
- 27 gennaio - Rusdi Suparman, ex calciatore malese
- 28 gennaio - Jason Aaron, fumettista statunitense
- 28 gennaio - Jerome Allen, ex cestista e allenatore di pallacanestro statunitense
- 28 gennaio - Carl Asaba, ex calciatore inglese
- 28 gennaio - Omar Fantini, conduttore televisivo, conduttore radiofonico e comico italiano
- 28 gennaio - Virgilio Ferreira, ex calciatore paraguaiano
- 28 gennaio - Katarina Kresal, giurista e politica slovena
- 28 gennaio - Tat'jana Malinina, ex pattinatrice artistica su ghiaccio uzbeka
- 28 gennaio - Tomislav Marić, ex calciatore e allenatore di calcio croato
- 28 gennaio - Stephanie Ortwig, ex nuotatrice tedesca
- 28 gennaio - Joe Stephens, ex cestista statunitense
- 29 gennaio - Arben Bajraktaraj, attore kosovaro
- 29 gennaio - Lorenzo Baratter, storico e ex politico italiano
- 29 gennaio - Damiano Brigo, ex cestista e allenatore di pallacanestro italiano
- 29 gennaio - Fabien Foret, pilota motociclistico francese
- 29 gennaio - Sergej Nekrasov, ex calciatore russo
- 29 gennaio - Boichi, fumettista sudcoreano
- 29 gennaio - Wu Ming 4, scrittore italiano
- 30 gennaio - Libor Capalini, pentatleta ceco
- 30 gennaio - Mihaela Ciobanu, pallamanista spagnola
- 30 gennaio - Nicholas Gooch, ex pattinatore di short track britannico
- 30 gennaio - Olivier Marceau, triatleta francese
- 30 gennaio - Cinzia Monteverdi, dirigente d'azienda italiana
- 30 gennaio - Yoshihiro Nishida, ex calciatore giapponese
- 30 gennaio - Marisa Passera, conduttrice televisiva e conduttrice radiofonica italiana
- 30 gennaio - Jože Poklukar, biatleta e fondista sloveno
- 30 gennaio - Matjaž Poklukar, ex biatleta sloveno
- 30 gennaio - Jordan Prentice, attore canadese
- 30 gennaio - Jalen Rose, ex cestista e opinionista statunitense
- 30 gennaio - Fredrik Söderström, ex calciatore svedese
- 30 gennaio - Francisco Javier Sánchez González, ex calciatore messicano
- 30 gennaio - Sharone Wright, ex cestista statunitense
- 31 gennaio - Portia de Rossi, ex modella, attrice e scrittrice australiana
- 31 gennaio - Baciro Djá, politico guineense
- 31 gennaio - Salvo Sottile, giornalista, conduttore televisivo e scrittore italiano